# 許三守
许三守（：／ Heo Sam-su，1936年9月18日—），金海许氏，韩国军人、政治人物。曾任保安司令部人事处长、青瓦台司正首席秘书官、第14届韩国国会议员。与许和平、许文道并称为“三许”（：／）。曾在双十二政变中参与强制逮捕陆军参谋总长郑升和的行动。

## 生平
1936年出生于日本福冈县，小学3年级随父母回到韩国釜山，陆续就读于釜山中央初等学校、釜山中学和釜山高等学校。1957年进入韩国陸軍士官學校，与许和平是同期同學。1961年陆士17期毕业后被分配到朝韩停战线监视哨所。1965年调入陆军防谍部队（保安司令部前身）担任对共司搜查官，壹会成员尹必镛、卢泰愚、权翊铉此时也任职于防谍部队。1967年被派往越南担任驻越韩国军司令部保安部队西贡地区对共分室长，1970年回国后继续在保安司令部工作。
1979年3月全斗焕就任保安司令部司令官之后，许三守被调入保安司担任人事处长。10.26事件后担任联合搜查本部总务局长，期间与保安司令部秘书室长许和平等人共同策划政变计划。1979年12月12日晚7时，许三守与陆军犯罪搜查团长禹庆允受全斗焕指示前往总长官邸强行逮捕了陆军参谋总长郑升和，这次行动成为了双十二政变的开端。随后被任命为中央情报部特别辅佐官并对中央情报部进行大规模人事改组。
光州事件后担任国家保卫非常对策委员会社会净化委员会委员，并主导设立三清教育队。除此之外还参与了对公务员和政府职员的肃清工作，约1万余人在肃清行动中被强制解雇，且被限制就业。1980年9月被全斗焕任命为青瓦台司正首席秘书官。
1982年5月与许和平因张玲子事件与全斗焕产生间隙，全斗焕尝试将许三守调任铁道厅长但被拒绝。1982年12月20日与许和平被全斗焕免去职务。1983年3月受夏威夷大学东西方研究中心的邀请赴美担任客座教授，1984年在日本大学和京都大学担任客座教授，1985年在斯坦福大学胡佛研究所担任客座教授。从1986年2月开始数次短暂回国。
1987年8月10日被卢泰愚任命为民主正义党国策评议委员。1988年代表民主正义党参加釜山东区第13届国会议员选举，但在选举当中不敌卢武铉。1990年三党合并后被金泳三吸纳并被委派为民主自由党釜山东区地区党委员长。1992年击败卢武铉当选釜山东区第14届国会议员，在第14届国会中担任预算决算委员会委员。
1995年12月被指控参与双十二政变和镇压光州事件而被汉城地方检察院传唤调查，1996年以涉嫌“叛乱主要任务从事罪”“叛乱为目的杀人罪”被汉城地方检察院逮捕，随后在狱中发表声明退出新韩国党并以无党籍身份参选第15届国会议员，但以落选告终。1997年4月17日被韩国大法院判处6年有期徒刑，1998年8月14日获得特赦。
出狱后担任釜山国际残疾人协会理事长，主要从事残疾人福利事业，甚少提及政事。2008年作为国保委时期的证人出席国务总理被提名人韩昇洙的人事听证会。

## 轶事
- 1984年底全斗焕曾想让许三守担任国税厅长，但许三守表示要与许和平一起回国，最终此事未能成行[23]
- 许三守竞选釜山东区第13届和第14届国会议员时的主要对手是卢武铉。1988年第13届国会议员选举期间，时任统一民主党总裁的金泳三为支持卢武铉曾攻击许三守是“应该送进监狱的叛乱分子”，最终卢武铉击败许三守当选国会议员。1990年三党合并（朝鲜语：3당 합당）后，卢武铉视金泳三为民主阵营的叛徒而退党并加入金大中阵营。1992年第14届国会议员选举期间，金泳三转而支持许三守并称他是“忠诚的军人”，结果在本次选举中许三守成为了胜者[24]。

## 教育经历
- 1949年 釜山中央初等学校（朝鲜语：중앙초등학교 (부산)）毕业
- 1953年 釜山中学校（朝鲜语：부산중학교）毕业
- 1955年 釜山高等学校（朝鲜语：부산고등학교）毕业
- 1961年 韩国陆军士官学校17期学士
- 1963年 韩国陆军步兵学校（朝鲜语：육군보병학교 (대한민국)）毕业
- 1963年 韩国陆军炮兵学校（朝鲜语：육군포병학교）毕业
- 1964年 韩国陆军工兵学校（朝鲜语：육군공병학교）毕业
- 1973年 韩国陆军大学毕业
- 1977年 延世大学MBA

## 影视形象
- 1995年—MBC电视剧《第四共和国 (电视剧)》 李胜焕（朝鲜语：이승환 (성우)） 饰
- 1996年—SBS电视剧《韩国门（朝鲜语：코리아게이트 (드라마)）》 李桂仁（朝鲜语：이계인） 饰
- 2005年—MBC电视剧《第五共和国》 车光洙（朝鲜语：차광수） 饰
- 2023年—電影《首爾之春》洪书俊 飾演